# الدوري السوداني الممتاز 2003
الدوري السوداني الممتاز لكرة القدم 2003 هو موسم من الدوري السوداني الممتاز لكرة القدم. فاز فيه الهلال السوداني.